# Nau Bostik
La Nau Bostik és un espai de trobada i creació artística autogestionat al barri de la Sagrera de Barcelona. La gestió, emparada pels veïns i liderada per Xavier Basiana, un dels artífexs de la creació d'un projecte similar en la propera Nau Ivanow el 1998, es basa en el voluntariat i l'exhibició de projectes culturals -mostres de vídeo, concerts, exposicions d'art i fotografia, realització d'obres de teatre- amb una clara aposta per la cooperació i el mecenatge col·lectiu, de manera de no dependre de subvencions i poder mantenir una línia creativa i social més independent d'ingerències polítiques. Després d'una dècada tancada va tornar a reobrir el 2015.
Des dels seus inicis, les naus acullen residències artístiques i són permeables a iniciatives tant de districte com de ciutat, la qual cosa l'erigeix en un dels punts que més susciten expectació pel seu potencial a tota la ciutat.

## Descripció
El complex es compon d'un conjunt de naus de 6.000m², distribuïdes en dos eixos, la majoria d'elles amb espais d'una altura i sostres alts amb amplis finestrals per a una excel·lent il·luminació zenital. Les naus tenen diferents propietaris, però conflueixen en una fundació per a una gestió conjunta dels espais, de manera que les diferents iniciatives o usos no es destorbin entre ells.

## Història
Fins al 2006, la Nau Bostik va ser una de les cinquanta fàbriques que tenia la multinacional nord-americana The Boston Blacking Co, especialitzada en la fabricació d'adhesiu per a calçat. Amb presència a l'estat espanyol des del 1923, va ser a la dècada del 1960 quan va tenir el seu període de major expansió.
La tradició a Barcelona d'ocupar espais fabrils abandonats amb finalitats socials ha coïncidit amb l'operació de renovació urbana a l'entorn de la nova estació de la Sagrera, que preveia el soterrament de les vies i la reconversió de les fàbriques i magatzems de l'àrea en una nova àrea residencial. Aquest pla fou frenat per la crisi econòmica del 2008, la qual cosa ha permès als promotors d'aquesta iniciativa el pactar amb els propietaris la realització d'activitats en aquests espais mentre no se'n procedeixi a la reconversió.
En aquesta nova etapa (2016) s'han buidat els espais de material i panells divisoris, s'han condicionat amb un nou sistema elèctric, ja que l'anterior no complia la normativa antiincendis -motiu pel qual l'espai va ser precintada per ordre municipal durant l'estiu- i s'està pintant de blanc les naus per dins mentre que s'estan sol·licitant a artistes gràfics que decorin amb grafits en els murs externs.